# Municipio de Trimble
El municipio de Trimble (en inglés: Trimble Township) es un municipio ubicado en el condado de Athens en el estado estadounidense de Ohio. En el año 2010 tenía una población de 4480 habitantes y una densidad poblacional de 46,18 personas por km².

## Geografía
El municipio de Trimble se encuentra ubicado en las coordenadas 39°30′21″N 82°6′20″O / 39.50583, -82.10556. Según la Oficina del Censo de los Estados Unidos, el municipio tiene una superficie total de 97.01 km², de la cual 96,01 km² corresponden a tierra firme y (1.04 %) 1 km² es agua.

## Demografía
Según el censo de 2010, había 4480 personas residiendo en el municipio de Trimble. La densidad de población era de 46,18 hab./km². De los 4480 habitantes, el municipio de Trimble estaba compuesto por el 96,9 % blancos, el 0,87 % eran afroamericanos, el 0,2 % eran amerindios, el 0,07 % eran asiáticos, el 0,02 % eran de otras razas y el 1,94 % eran de una mezcla de razas. Del total de la población el 0,36 % eran hispanos o latinos de cualquier raza.